# Tao Dong
Pour les articles homonymes, voir Dong.
Tao Dong est une immunologiste sino - britannique qui est professeure d'immunologie à l'université d'Oxford. Ses travaux se concentrent sur l'étude des lymphocytes T qui répondent aux infections virales et aux cancers associés aux virus. Elle est directrice fondatrice du Centre international d'immunologie transnationale conjoint CAMS-Oxford et de l'Institut d'Oxford (COI) de l'Académie chinoise des sciences médicales (en).

## Carrière
Dong obtient sa licence en physiologie à l'université Fudan de Shanghai, en Chine, en 1987. Après avoir obtenu son diplôme, elle travaille comme assistante de recherche, puis associée de recherche à l'Académie des sciences (CAS) de Xinjian, en Chine. En 1993, elle déménage à Oxford où elle travaille comme assistante de recherche au Weatherall Institute of Molecular medicine (en), travaillant pour Sarah Rowland Jones et Andrew McMichael (en).
Elle continue son travail pour eux en tant que doctorante et obtient en 1998 son doctorat en immunologie du Trinity College de l'université d'Oxford et du Département de médecine de Nuffield. Son travail se concentre sur les lymphocytes T associés à la progression de la maladie du VIH. Poursuivant ses recherches postdoctorales à Oxford, ses recherches s'élargissent pour inclure l'étude du virus de la grippe. En 2010, elle crée son propre groupe de recherche, le groupe Réponses des lymphocytes T humains contre les virus et le cancer. Elle occupe le poste de professeure d’immunologie à l’Université d’Oxford depuis 2014 et est boursière surnuméraire en médecine à l’University College.
Dong est membre du conseil d'administration du MRC sur les infections et l'immunité et chef de programme pour l'unité d'immunologie humaine du MRC. Son travail en collaboration avec plusieurs instituts en Chine sur les virus de la grippe, du VIH et de l'hépatite B et C a conduit à la fondation du premier institut chinois des sciences médicales à l'étranger basé à Oxford (Chinese Academy of Medical Sciences Oxford Institute) et du Centre international commun CAMS-Oxford pour l'immunologie transnationale,.
Avec l'apparition du virus COVID-19, les travaux de Dong étudient notamment la réponse immunitaire à l'infection par le SARS-CoV-2 chez les patients atteints de COVID-19. Elle joue un rôle essentiel dans la coordination des travaux entre l'Université d'Oxford, l'Académie chinoise des sciences médicales et l'Université de Nankai.

## Recherches et publications
Les recherches de Dong se concentrent sur la compréhension des facteurs qui influencent la qualité de la réponse des lymphocytes T du système immunitaire aux infections virales et aux cancers associés aux virus. Ses travaux portent également sur l'effet de la variation génétique IFITM3 (en) sur les infections virales, notamment la grippe.
- Zhang Y, Makvandi-Nejad S, Qin L, Zhao Y, Zhang T, Wang L, Repapi E, Taylor S et al.2015. Interferon-induced transmembrane protein-3 rs12252-C is associated with rapid progression of acute HIV-1 infection in Chinese MSM cohort. AIDS, 29(8), p. 889-894
- Zhang H, Han X, Zhao B, An M, Wang Z, Jiang F, Xu J, Zhang Z, Dong T, Shang H. 2015. Multilayered HIV-1 gag-specific T-cell responses contribute to slow progression in HLA-A*30-B*13-C*06-positive patients. AIDS, 29 (9), p. 993-1002.
- Jayasooriya S, De Silva TI, Njie-Jobe J, Sanyang C, Leese AM, Bell AI, McAulay KA, Yanchun P, Lonh HM, Dong T, Whittle HC, Rickinson AB, Rowland-Jones SL, Hislop AD, Flanagan, KL . 2015. Early virological and immunological events in asymptomatic Epstein-Barr virus infection in African children. PLoS Pathog, 11 (3), pages e1004746.
- PENG Y, WANG B, TALAAT K, KARRON R, POWELL TJ, ZENG H, DONG D, LUKE CJ, MCMICHAEL A, SUBBARAO K, DONG T. 2015. Boosted Influenza-Specific T Cell Responses after H5N1 Pandemic Live Attenuated Influenza Virus Vaccination. Front Immunol, 6 (juin), p. 287.
- ZHANG YH, ZHAO Y, LI N, PENG YC, GIANNOULATOU E, JIN RH, YAN HP, WU H, LIU JH, LIU N, WANG DY, SHU YL, HO LP, KELLAM P, MCMICHAEL A, DONG T. 2013. Interferon-induced transmembrane protein-3 genetic variant rs12252-C is associated with severe influenza in Chinese individuals. Nat Commun, 4, p. 1418.
- ZHAO Y, ZHANG YH, DENNEY L, YOUNG D, POWELL TJ, PENG YC, LI N, YAN HP, WANG DY, SHU YL, KENDRICK Y, MCMICHAEL AJ, HO LP, DONG T . 2012. High levels of virus-specific CD4+ T cells predict severe pandemic influenza A virus infection. Am J Respir Crit Care Med, 186 (12), p. 1292-1297.
- RAJAPAKSA US, LI D, PENG YC, MCMICHAEL AJ, DONG T, XU XN. 2012. HLA-B may be more protective against HIV-1 than HLA-A because it resists negative regulatory factor (Nef) mediated down-regulation (Nef). Proc Natl Acad Sci USA, 109 (33), p. 13353-13358.